# Tangail
Tangail (beng. টাঙ্গাইল) – miasto w środkowym Bangladeszu, w prowincji Dhaka. Według danych szacunkowych na rok 2007 liczy 189 925 mieszkańców. Ośrodek przemysłowy.